# Hyctiota banda
Hyctiota banda là một loài nhện trong họ Salticidae.
Loài này thuộc chi Hyctiota. Hyctiota banda được Embrik Strand miêu tả năm 1911.